# Yodo
Il fiume Yodo (淀川?, Yodo-gawa) è un corso d'acqua giapponese. Ha origine dal lago Biwa, il più grande del Giappone, in corrispondenza della città di Ōtsu, nella prefettura di Shiga.
Nasce come fiume Seta e dopo aver attraversato la prefettura di Kyoto, dove viene chiamato fiume Uji, riceve le acque dei fiumi Katsura e Kizu. Alla confluenza dei tre fiumi prende finalmente il nome Yodo ed entra nella prefettura di Osaka. Sfocia nella baia di Osaka, dopo aver attraversato la città di Osaka, di cui è il fiume principale.
Il bacino idrografico dello Yodo e dei suoi affluenti è di 8.240 km² e raccoglie le acque provenienti dalle prefetture di Mie, Shiga, Kyoto, Osaka, Hyōgo e Nara. A partire dal lago Biwa per arrivare alla baia di Osaka, il fiume percorre 75,1 km. Da tempi remoti, lo Yodo ha svolto un ruolo fondamentale nel controllo delle inondazioni e nella fornitura di irrigazione delle pianure circostanti.

## Fiume Seta

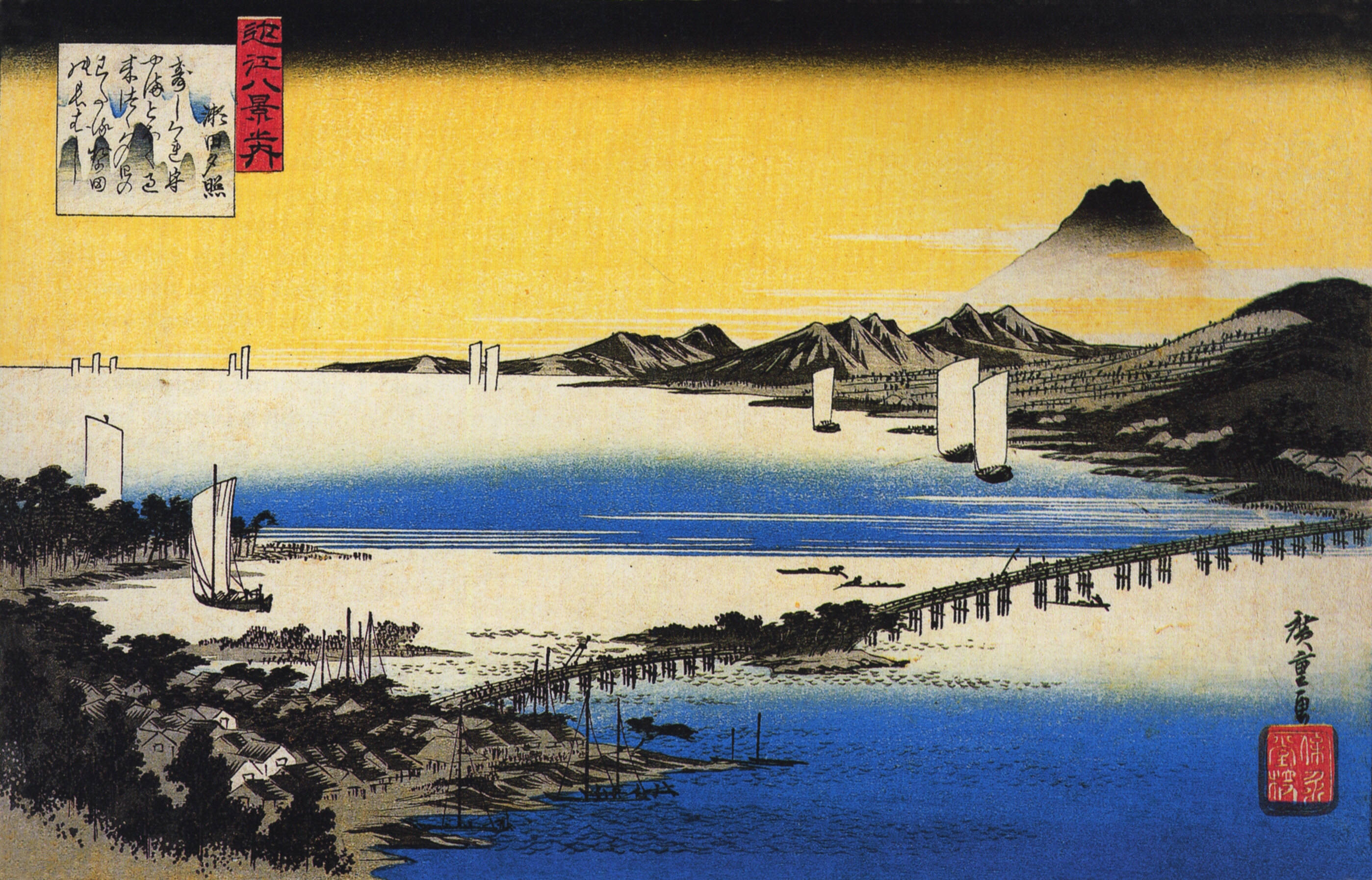
L'ukiyo-e relativo al ponte sul Seta nel punto in cui esce dal lago Biwa, uno degli otto panorami di Omi dipinti da Hiroshige

Il fiume esce dall'estremità meridionale del lago Biwa, di cui è l'unico emissario naturale, con il nome di fiume Seta, in corrispondenza della città di Ōtsu. Alcuni dei famosi otto panorami di Omi, immortalati nei dipinti ukiyo-e dell'artista ottocentesco Hiroshige, comprendono suggestive vedute del Seta.
Nel suo percorso tra le colline, il fiume scorre verso sud ed attraversa la parte sud-ovest della prefettura di Shiga. Dopo aver piegato verso ovest, riprende la direzione sud quando tocca la prefettura di Kyoto e per alcuni chilometri fa da confine tra le due prefetture.

## Fiume Uji
Dopo essere entrato nella prefettura di Kyoto prende il nome di fiume Uji, continua verso sud-ovest il suo corso tra le colline e, dopo una stretta ansa ad "U", si dirige a nord-ovest. Ad alcuni chilometri da tale ansa si trova la diga di Amagadase, costruita sull'Uji per scongiurarne le inondazioni e generare energia elettrica.

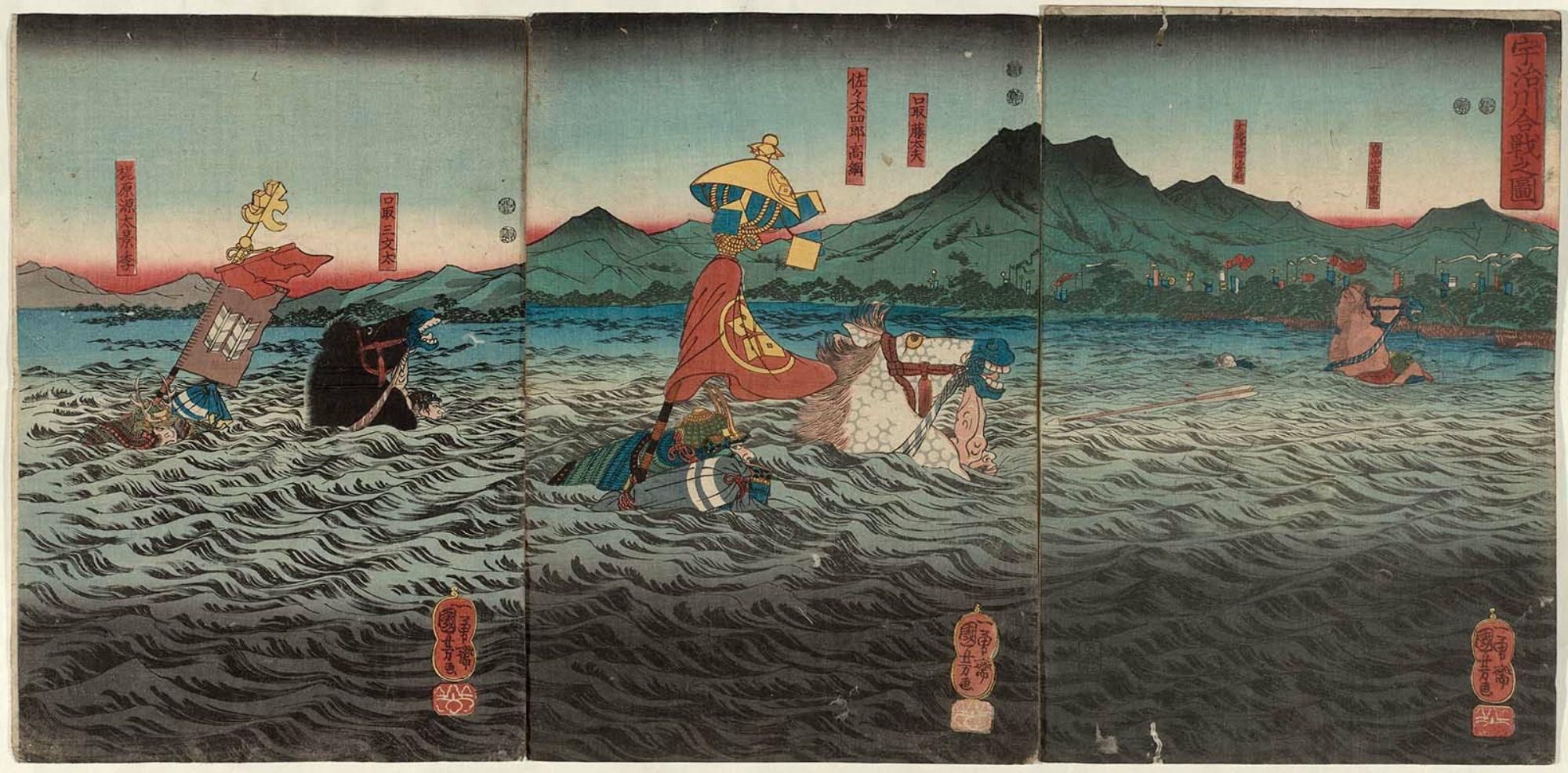
Una stampa ottocentesca di Kuniyoshi Utagawa, relativa alla prima delle battaglie sull'Uji del XIII secolo

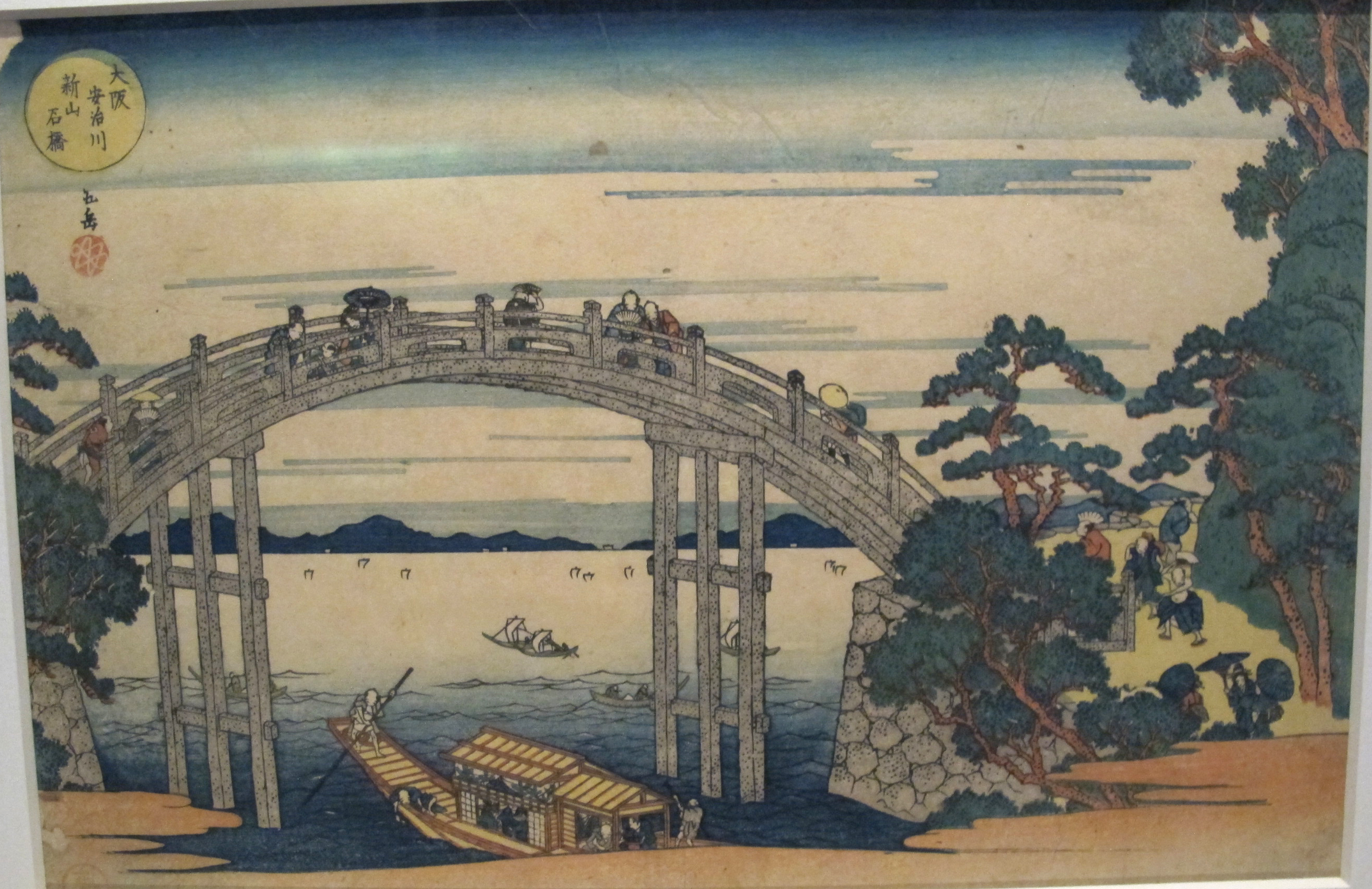
Yashima Gakutei.

Subito dopo la diga, il fiume entra nell'omonimo centro abitato di Uji. Questa zona collinare, molto pittoresca e disseminata di famosi templi buddhisti e shinto, ha ispirato gli ultimi capitoli (conosciuti come i "capitoli di Uji") dell'antico classico della letteratura giapponese Genji monogatari. Il fiume Uji è famoso nella storia del Giappone anche perché, sulle sue acque, nel XII secolo si svolsero due battaglie che sarebbero state fondamentali per l'instaurazione dello shogunato Kamakura. L'area richiama in estate molti appassionati di pesca sportiva.
Uscito dalle colline, l'Uji prosegue verso nord ed entra nell'abitato di Kyoto, di cui bagna la periferia meridionale; qui compie una ampio arco e continua la sua corsa verso sud-ovest. Ai confini con la prefettura di Osaka, riceve le acque del fiume Kizu (木津川?, Kizu-gawa) e, qualche centinaio di metri dopo, quelle del fiume Katsura (桂川?, Katsura-gawa).

## Fiume Yodo

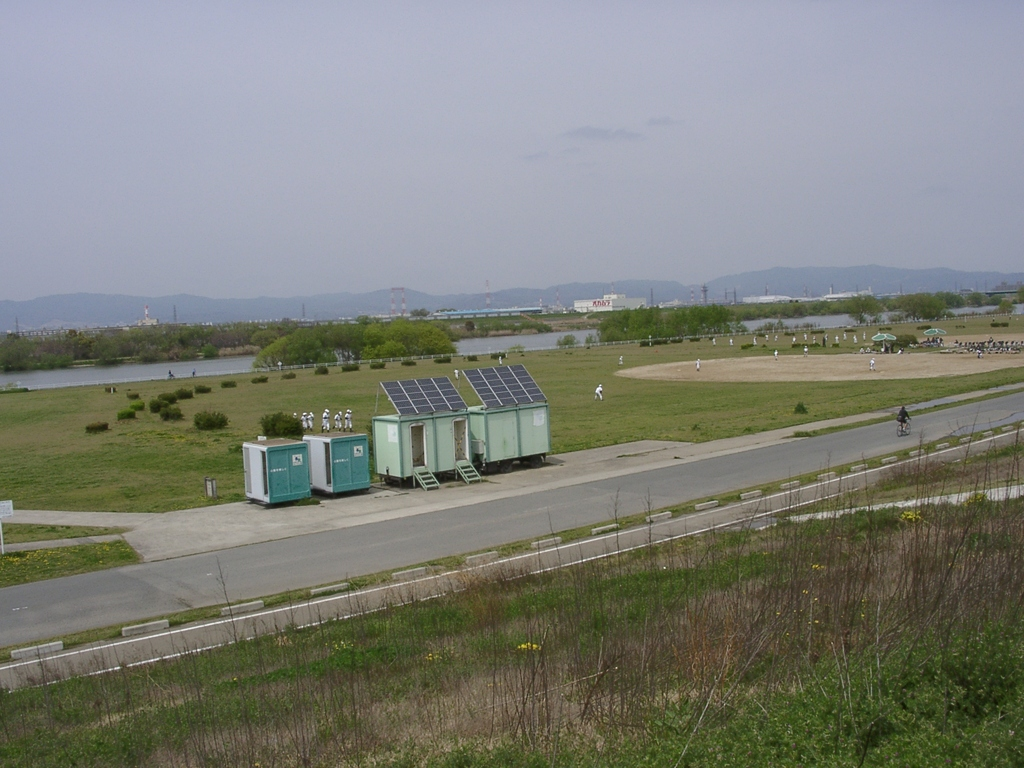
Attività sportive sulle rive dello Yodo a Osaka

Dalla confluenza dei tre corsi d'acqua, il fiume prende il nome Yodo, entra nella prefettura di Osaka e scorre verso sud-ovest. In questa zona pianeggiante, gli argini sono spesso stati costruiti ad una certa distanza dal fiume. Tali spazi rappresentano ora aree verdi per le municipalità i cui territori sono bagnati dallo Yodo, che le hanno adibiti a spazi ricreativi e parchi cittadini.
I primi argini furono costruiti nella zona di Osaka alla fine del XVI secolo per volere di Toyotomi Hideyoshi, l'artefice della riunificazione del paese. Tali opere, oltre che a scongiurare le frequenti inondazioni, contribuirono al prosciugamento della laguna allora esistente, all'acquisizione di nuovi terreni ed al conseguente inurbamento della città. Fino ad allora Osaka era costituita principalmente dalla piccola penisola di Uemachi-daichi, che diventò così un'altura circondata dalla pianura.
Le inondazioni continuarono ad essere comunque un problema per la città e fu così che, alla fine del XIX secolo, venne costruito un ampio canale lungo 10 chilometri che tuttora raccoglie la maggior parte delle acque del fiume e le trasporta in mare. Il tratto di fiume originale attraversa ora il centro di Osaka ed è chiamato fiume Kyū-Yodo ("il vecchio fiume Yodo"). Entrambi i bracci sfociano con un estuario nella baia di Osaka.
Il grande canale scorre tuttora nella parte nord della città ed ha mantenuto il nome originale Yodo-gawa. Lungo il suo corso sorgono tre quartieri che hanno preso il suo nome: Nishiyodogawa-ku ("quartiere Yodogawa ovest"), Yodogawa-ku ("quartiere Yodogawa") e Higashiyodogawa-ku ("quartiere Yodogawa est").
Nel 1995, il grande terremoto di Kobe danneggiò seriamente gli argini dello Yodogawa, ma l'amministrazione comunale seppe evitare un'inondazione riparandoli in tempo.
A partire dal 1988, nel mese di agosto sulle rive dello Yodogawa ad Osaka, si tiene un grande festival incentrato su uno spettacolo di fuochi artificiali, a cui partecipano in massa gli abitanti della città.

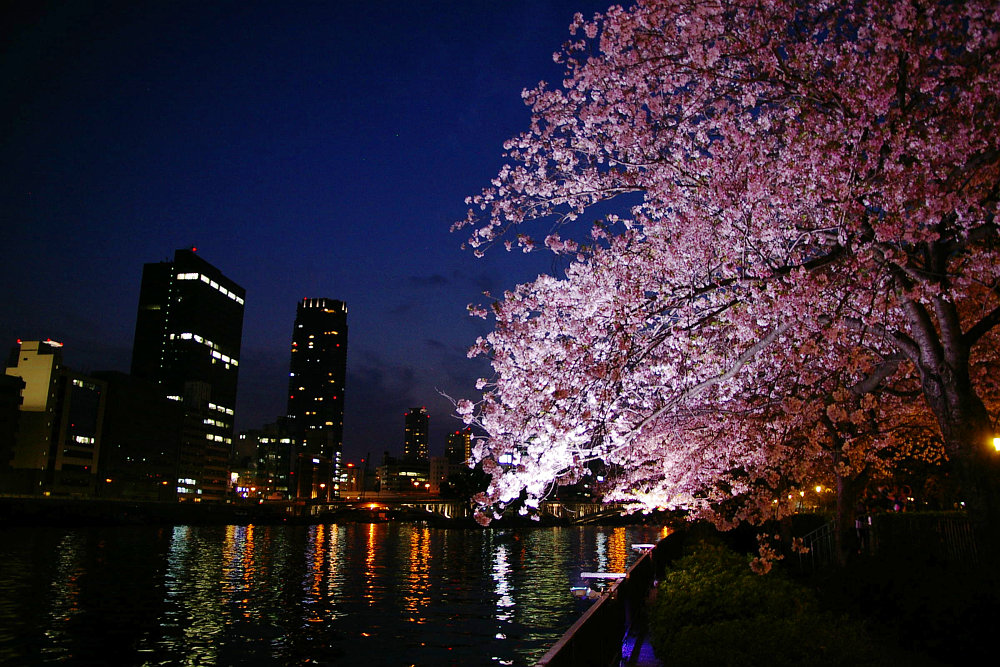
Notte di primavera sul Kyū-Yodo in centro a Osaka

## Fiume Kyū-Yodo
Dopo che la maggior parte delle acque dello Yodo furono convogliate nel mare con la costruzione del canale di fine Ottocento, il vecchio corso ha preso il nome di fiume Kyū-Yodo (旧淀川?, Kyū-Yodo-gawa). Attraversa il centro cittadino e viene convenzionalmente suddiviso in quattro parti, ciascuna avente un proprio nome. Dal punto in cui è unito al canale Yodo, scorre verso sud e prende il nome Ōkawa (大川, letteralmente: grande fiume), piega poi ad ovest, subito si sdoppia per ricongiungersi dopo circa 3 km formando la stretta isola di Nakanoshima (isola centrale), vero e proprio nucleo della municipalità moderna. I due rami prendono i nomi Dōjimagawa (堂島川, lett. fiume a nord dell'isola) quello a nord e Tosabori-gawa (土佐堀川) quello a sud di Nakanoshima. Il tratto tra l'isola ed il mare si chiama Ajigawa (安治川).